# Krutogorovski
Krutogorovski (en rus: Крутогоровский) és un poble (un possiólok) del krai de Kamtxatka, a Rússia, que el 2021 tenia 215 habitants. Pertany al districte de Sóbolevo.